# Фонсека Амадор, Карлос
Ка́рлос Фонсе́ка Амадо́р (исп. Carlos Fonseca Amador; 23 июня 1936 года, Матагальпа — 7 ноября 1976 года, деп. Матагальпа) — никарагуанский революционер, один из основателей и руководителей Сандинистского фронта национального освобождения (СФНО), теоретик революционного движения, профессор.

## Биография
Родился в Матагальпе, городе на северо-западе Никарагуа. Его отец, работавший бухгалтером на принадлежавшей американской компании шахте, — из семьи Амадор, известных в Никарагуа производителей кофе, не признавал сына, пока тот не пошёл в начальную школу, потому что его мать Хустина была 26-летней незамужней служанкой, поварихой и поденщицей из сельской местности. Карлос всегда с большим уважением относился к матери из-за её добросовестного отношения к работе и силы воли. Именно поэтому, хотя по правилам его фамилия должна писаться как «Амадор Фонсека», он писал её как «Фонсека Амадор», ставя фамилию матери на первое место. Имел трёх братьев и сестёр. Зрение у него стало ухудшаться ещё в детстве, и ему пришлось начать носить очки. С 9 лет помогал семье, продавая изготавливаемые матерью карамельные конфеты.
Окончив с отличием начальную школу, в 1950 поступил в единственную государственную гимназию Матагальпы. Попутно помогал семье, продавая после учёбы газеты. Тогда же вместе со свои многолетним другом и соратником Томасом Борхе начал постепенно вовлекаться в политическую жизнь, участвуя в молодёжных собраниях Консервативной партии, вступает в ЮНАП (Национальный союз общественных действий; исп. Unión Nacional de Acción Popular). В 1952 году активно участвовал в студенческой забастовке с требованием убрать имя Анастасио Сомосы из названия учебного заведения. В 1953 или 1954 под воздействием всё более и более возрастающего интереса к марксизму вышел из ЮНАП, обвинив его членов в излишней буржуазности.
В 1954 году вместе с несколькими своими друзьями по учёбе начал выпускать журнал «Сеговия», содержание которого концентрируется вокруг социальных проблем (бедность, молодёжные движения), но не на действиях сомосистского правительства (всего вышло 6 номеров). Тогда же стал распространителем органа подпольной Никарагуанской социалистической партии (аббр. НСП; исп. Partido Socialista Nicargüense) газеты «Единство» (Unidad).
С отличием, как лучший в выпуске, оканчивает училище в 1955 году и поступает на юридический факультет Леонского университета и в июле вступает в НСП. В университете он становится редактором студенческой газеты и организовывает студенческое отделение НСП, основной деятельностью которой становится изучение марксистских работ. Подрабатывает, работая в пресс-агентстве.
21 сентября 1956 года в Леоне Ригоберто Лопес Перес совершил покушение на диктатора Анастасио Сомосу. Ригоберто был расстрелян на месте, а Сомоса, правивший страной с 1936 года, скончался 29 сентября. После покушения было введено осадное положение и начался поиск соучастников преступления. Карлос Фонсека, который не был знаком с Ригоберто и не имел никакого отношения к организации покушения, был арестован Национальной гвардией и пробыл в заключении 50 дней.
В августе 1957 года Фонсека посещает СССР в качестве делегата от НСП на Всемирный фестиваль молодёжи и студентов, проходивший в Москве (тогда же посетил ГДР и ЧССР). По возвращении, 16 декабря, был арестован прямо в аэропорту, но вскоре выпущен. В 1958 году по мотивам этой поездки он пишет книгу «Никарагуанец в Москве» (в том же году издана НСП с предисловием генерального секретаря партии Мануэля Переса Эстрады тиражом 2000 экз.). В июле того же года организовал в университете протестное движение против присуждения Милтону Эйзенхауэру (президент американского Университета Джонса Гопкинса, брат президента США Дуайта Эйзенхауэра) степени почётного доктора. В октябре принял активное участие в первой в истории страны общенациональное студенческой забастовке, участники которой требовали освобождения всех арестованных после покушения на А. Сомосу студентов (в том числе Томаса Борхе). 15 октября президент Луис Сомоса (сын убитого диктатора) принял делегацию студентов, в которую входил К. Фонсека. В ноябре был вновь арестован, но вскоре выпущен на свободу.
Кубинская революция оказала большое влияние на эволюцию политических взглядов К. Фонсеки: побывав в феврале 1959 года на Кубе, он убедился в том, что революция возможна и для этого нужна новая организация и что новое революционное движение может быть создано вне структуры НСП, как и кубинское «Движение 26 июля». В результате в марте 1959 года они вместе с Сильвио Майоргой подпольно создают организацию «Никарагуанская демократическая молодёжь» (исп. Juventud Democrática Nicaragüense), которая официально не примыкала ни к одной из партий страны и была достаточно быстро разгромлена спецслужбами. Фонсека был арестован и после допросов и пыток 12 мая выслан в Гватемалу, где вступил в контакт с Комитетом освобождения Никарагуа, который поддерживали кубинцы. А 30 мая Л. Сомоса, испугавшись возросшей активности партизанских отрядов, ввёл в стране осадное положение.
Из Гватемалы К. Фонсека перебрался в Гондурас, где присоединился к сформированной партизанской «Бригаде Ригоберто Лопеса Переса». 24 июня в гондурасском посёлке Чапарраль, недалеко от границы, партизанский лагерь был атакован совместными силами «Национальной гвардии Никарагуа» Сомосы и гондурасской армии. 9 партизан из отряда были убиты, остальные взяты в плен. К. Фонсека остался жив только благодаря своей выдержке: когда гвардеец проткнул его, раненного в правое лёгкое, несколько раз штыком, проверяя мёртв ли он, не издал ни звука.
После этого события руководство НСП пришло к выводу, что революция в Никарагуа в ближайшее время невозможна и исключила Фонсеку и ряд других бойцов из партии за «авантюризм» и «партизанщину» (есть версия, что он сам вышел из партии).

### Сандинистский фронт национального освобождения
В сентябре 1959 года К. Фонсеку выпустили из гондурасского госпиталя и по просьбе кубинского правительства вывезли на Кубу (в Никарагуа СМИ успели сообщить о его смерти). После лечения и выздоровления он занялся изучением деятельности генерала Сандино и пришёл к выводу, что он — тот герой, который мог бы поднять народ на восстание одним своим именем: огромное число неграмотных в стране мешало пропаганде марксизма, в то время как имя Сандино, как героя борьбы против США и коррумпированной власти, знали все. Именно его имя К. Фонсека решил сделать знаменем борьбы против правящего клана Сомосы, тем более что в этом случае борьба приобретала характер возмездия за подлое убийство национального героя, к чему самое непосредственное отношение имел А. Сомоса.
На Кубе К. Фонсека и группа близких ему никарагуанцев-политэмигрантов, прибывших в Гавану из Венесуэлы, тщательно готовились к герилье. В этом им помогали лично Че Гевара и Тамара Бунке (партизанка Таня).

Карлос Фонсека выглядел как типичный «профессор кислых щей» — никто бы не подумал, что это партизан: худенький, с острым подбородком и большим лбом, с неровно растущими усами и бородой, с криво сидящими очками в роговой оправе, с большими диоптриями… Однако этот человек обладал безумной храбростью и огромным интеллектом. Он разработал идеологию Сандинистской революции и тактику боевых действий. Как и остальные лидеры сандинистов, он не отсиживался за границей, посылая в бой рядовых, а сам сражался за свои идеи с оружием в руках, 20 лет год за годом рискуя жизнью.
— Александр Тарасов «Между вулканами и партизанами: Никарагуанский пейзаж»
Из бумаг «Архива Митрохина» следует, что Карлос Фонсека тесно сотрудничал с КГБ, где числился под псевдонимом Гидролог.
20 февраля 1960 года в Коста-Рике от имени студенческой молодёжи он подписал программу созданного единого фронта никарагуанской оппозиции, «Единого Фронта Никарагуа». Был арестован и депортирован в Мексику, откуда снова вернулся на родину, где начал организовывать акции протеста, за что вновь был арестован и выслан в Гватемалу, где познакомился с будущим главой партизанского «Революционного движения 13 ноября» Луисом Турсиосом Лимой. В ноябре снова вернулся в никарагуанское подполье.
В начале 1961 года он совместно с Т. Борхе и С. Майоргой начал организацию Движения за новую Никарагуа. 23 июля в Тегусигальпе они объявили о создании Фронта национального освобождения (в честь очень тогда популярного в мировом революционном движении алжирского ФНО), (исп. Frente de Liberación Nacional аббр.FLN). 22 июля 1962 года было утверждено название «Сандинистский фронт национального освобождения» (СФНО, FSLN) — как указание на принадлежность организации к революционному наследию Аугусто Сандино.
Летом 1962-го вместе с ветераном партизанского движения, соратником Сандино Сантосом Лопесом лично проинспектировал район будущего партизанского базирования вГондурасе (департамент Оланчо), проплыв по рекам Патука и Гуайяка.

В конце 1962-го отряд сандинистов под его командованием перешёл границу Никарагуа в районе реки Рио-Коко; из-за плохой разведывательной подготовки отряд попал в засаду; несколько партизан были убиты бойцами Национальной гвардии, остальные скрылись на территории Гондураса.
В период с февраля по август 1963 года занимался организацией городского сопротивления и изучал опыт никарагуанского партизанского движения и революционной борьбы других народов.
20 июня 1964 года К. Фонсека вместе с другим лидером СФНО Виктором Тирадо был арестован в Манагуа, обвинён в организации заговора с целью убийства Анастасио Сомосы, брата Луиса Сомосы, бывшего президента и начальника Национальной гвардии (де-факто руководившего страной). На судебном процессе во время выступления в свою защиту выдвинул встречные обвинения в адрес диктаторского режима, которые он позже более подробно описал в своей статье «Из тюрьмы я обвиняю диктатуру» (исп. Desde la Carcel Yo Acuso a la Dictadura). После полугодового заключения был освобождён по амнистии 2 января 1965 года и вновь выслан в Гватемалу. В том же году снова вернулся в Никарагуа, вновь подвергся аресту и 6 января 1965 года в третий раз депортирован в Гватемалу.
В середине 1960-х Карлосу несколько раз приходилось скрываться в Коста-Рике и Мексике, но в декабре 1965 года он вернулся в Никарагуа и продолжил подпольную деятельность. В августе 1966 года перебрался в горный партизанский район Кирагю (Quiragüe).
В том же 1966 году, после реорганизации руководящего состава СФНО, стал Генеральным секретарём СФНО.
С апреля 1967 года лично руководил организацией партизанского движения в горном районе Панкасан неподалёку от Матагальпы, центре района партизанских действий генерала Сандино в 1927—1933 годах. Неоднократно принимал участие в боестолкновениях.
После гибели в бою 27 августа 1967 года двоих из основателей СФНО С. Майорги и Р. Круса 17 января 1968 года стал единоличным политическим и военным руководителем СФНО, а с февраля 1969 — его генеральным секретарём. Тогда же написал программу сандинистов, названную позже «исторической».
31 августа 1969 года был в шестой раз за свою жизнь арестован, на этот раз в г. Алахуэла (Коста-Рика) и заключён в местную тюрьму. В декабре состоялась неудачная операция СФНО по захвату заложников для обмена, жена К. Фонсеки и Умберто Ортега сами попали в плен. Однако в октябре 1970 года группа боевиков СФНО захватила самолет, на котором находились четыре американских бизнесмена из United Fruit Company. В обмен на них, властями были освобождены четыре находившихся в заключении лидера СФНО, включая Фонсеку и У. Ортегу.
Выйдя из тюрьмы, вернулся на Кубу, где (а также в КНДР) проходил военную подготовку. В 1972 году написал целый ряд статей и книг: «Замечания о письме-завещании Ригоберто Лопеса Переса» (исп. Analisis de la Carta-Testamento de Rigoberto Lopez Perez), «Послание народу Никарагуа» (исп. Mensaje al Pueblo Nicaragüense), «Новое о Дарио и Горьком», «Сандино — пролетарский партизан», «Обзор интервенции США в Никарагуа»; в 1973 — «Хронологию сандинистского сопротивления»; в 1974 издаётся его книга «Секретная хроника: Аугусто Сесар Сандино перед своими палачами».
В 1975 году нелегально вернулся в Никарагуа, чтобы возглавить антисомосовское подполье в Манагуа. В 1976 ушёл в горы, чтобы там руководить боевыми действиями. Всё время писал антисомосовские материалы.
Во время одной из операций в ночь на 7 ноября его отряд попал в засаду, К. Фонсека был ранен и взят в плен. Днём 7 ноября он был казнён (И. Р. Григулевич пишет, что Фонсека погиб в бою от взрыва гранаты). Ночью все никарагуанские информационные службы прервали свои обычные программы, чтобы прочитать официальное заявление о смерти Карлоса Фонсеки Амадора. Его отрубленные голова и руки были доставлены в Манагуа по личному приказу диктатора Анастасио Сомосы.

 
В 1977 году северный фронт сопротивления сомосовской диктатуре был назван его именем, а 19 июля 1979 года диктаторский режим династии Сомосы был окончательно свергнут.

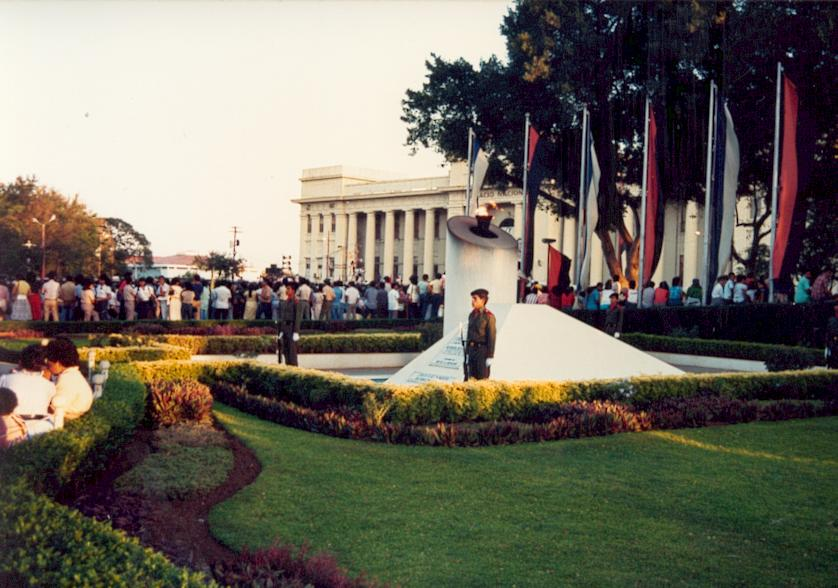
Мавзолей Карлоса Фонсеки в Манагуа

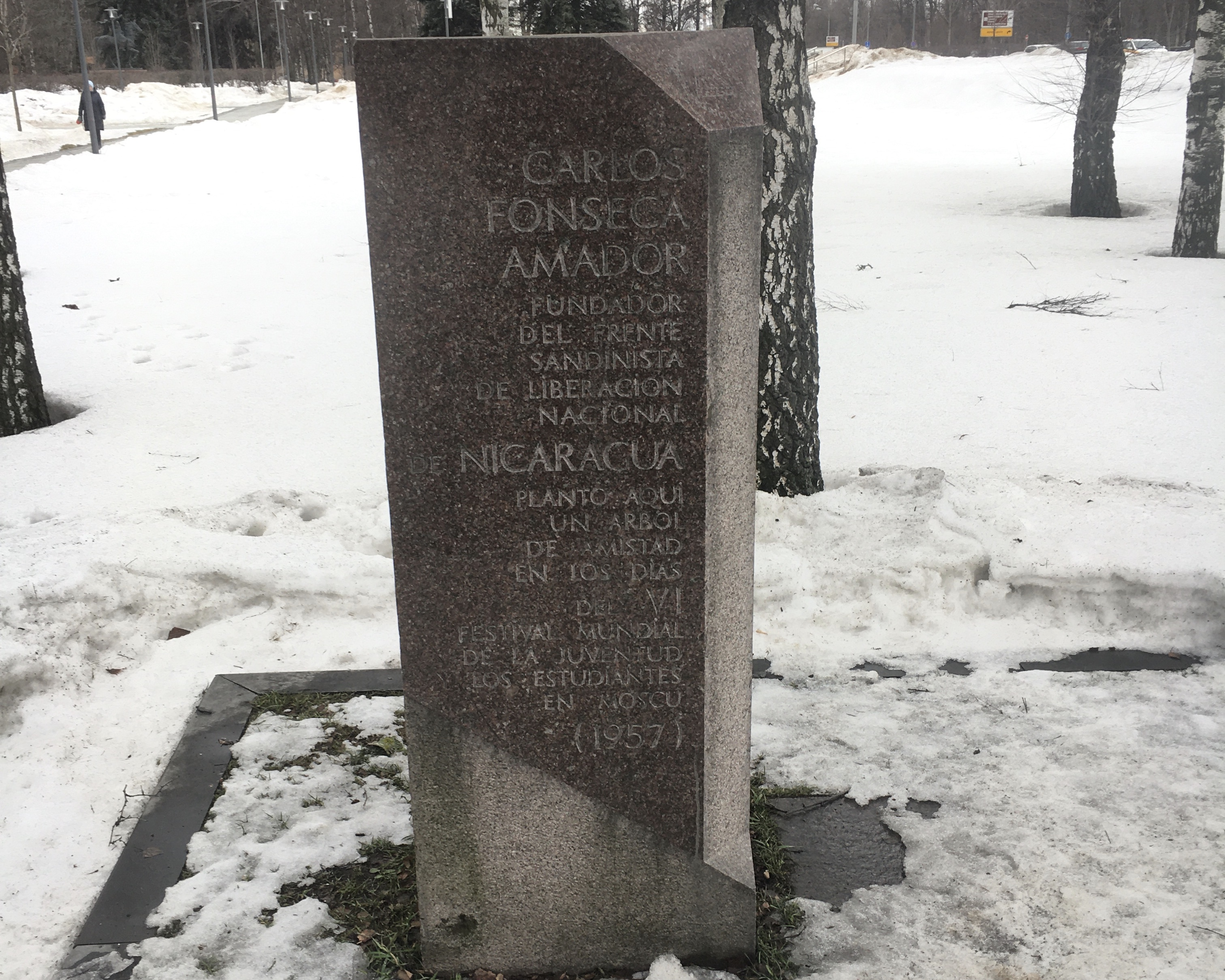
Памятный знак Карлосу Фонсеке в парке Дружбы в Москве. Перевод надписи: Карлос Фонсека Амадор. Основатель сандинистского фронта национального освобождения Никарагуа. Посадил здесь дерево дружбы во время проведения VI Всемирного фестиваля молодёжи и студентов в Москве.

После победы революции посмертно был удостоен звания Национального героя Никарагуа и главнокомандующего Сандинистской народной революцией. В 1979 году его останки были найдены, эксгумированы и перезахоронены в мавзолее Центрального парка Манагуа, рядом с останками полковника Сантоса Лопеса. По оценкам, в церемонии похорон принимало участие около 100 тысяч человек.
Никарагуанский историк Альдо Диас Лакайо:

Те, кто знал его, определяют Карлоса так: скромный, коммуникативный, обеспокоенный проблемами других, заботящийся о человеческих ценностях и с уважением к людям, неспособный позволить себе привилегии и с нетерпимостью с порокам.
— Notas históricas acerca del Comandante Carlos Fonseca Amador

## Память
- школа имени Карлоса Фонсеки Амадора - кубинская школа на острове Хувентуд (после победы Сандинистской революции 19 июля 1979 года Куба начала оказание помощи Никарагуа в ликвидации неграмотности, во втором полугодии 1979 года на Кубу прибыли 1000 никарагуанских детей, которых начали бесплатно обучать в кубинских школах[12]; так как принявшая на обучение 500 детей из Никарагуа школа на острове Хувентуд внесла наибольший вклад в их образование, культурное развитие и социализацию, в 1980 году ей было присвоено почётное звание "имени Карлоса Фонсеки Амадора")[13]
- Северный фронт "Карлос Фонсека Амадор" - в 1980 году в Никарагуа началась ликвидация неграмотности, в ходе выполнения этой программы страна была разделена на шесть "фронтов", названных в память о героях и патриотах Никарагуа. Один из шести фронтов был назван в честь Карлоса Фонсеки Амадора[13]
- сельскохозяйственный кооператив "Карлос Фонсека Амадор" - в июле 1981 года правительством Никарагуа был принят закон о проведении аграрной реформы, в соответствии с которым в сентябре 1981 года в стране началось создание первых сельскохозяйственных кооперативов. В долине Пантасма в департаменте Хинотега был создан кооператив "Карлос Фонсека Амадор". 18 октября 1983 года проникшие с территории Гондураса «контрас» из группировки FDN захватили и разрушили посёлок Санта-Мария-де-Пантасма - в результате кооператив был разгромлен, а посевы сожжены, но в дальнейшем началось его восстановление и в 1984 году он возобновил работу[14]

## Статьи и книги
- «Заметки о горах и некоторые иные вопросы» (1976)
- «Кто такой сандинист?» (1975)
 (исп. ¿Que Es Un Sandinista?)
- «Секретная хроника: Аугусто Сесар Сандино перед своими палачами» (1974)
- «Замечания о письме-завещании Ригоберто Лопеса Переса» (1972)
 (исп. Analisis de la Carta-Testamento de Rigoberto Lopez Perez)
- «Сандино — партизан-пролетарий» (1972)
- «Послание народу Никарагуа» октябрь 1972
 (исп. Mensaje al Pueblo Nicaragüense )
- «Обзор тайной интервенции США в Никарагуа» (1972)
- «Никарагуа, час ноль» (1969)
- «Я обвиняю диктатуру из тюрьмы» (1964)
 (исп. Desde la Carcel Yo Acuso a la Dictadura)
- «Идеи Сандино»
- «Краткий анализ партизанской борьбы в Никарагуа против диктатуры Сомосы» (1960)
- «Заметки о положении в партизанском движении»
- «Послание СФНО революционным студентам»
- «Да здравствует Сандино!»
- «Новое о Дарио и Горьком»
- «Синтез некоторых актуальных проблем»
- «Никарагуанец в Москве» (1958)